# Francisco Julián Márquez Luque

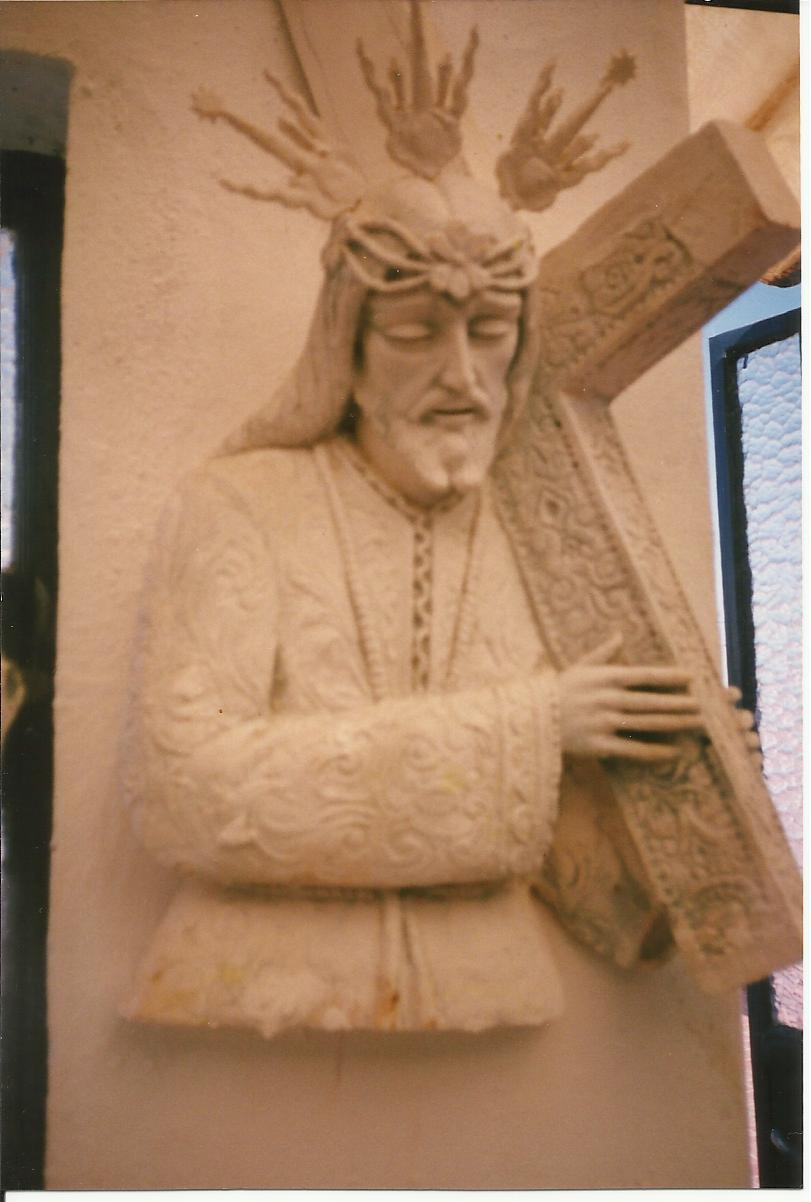
Escultura de Francisco J. Márquez Luque. Aguilar de la Frontera (1997)

Francisco Julián Márquez Luque (Montilla, Córdoba, 6 de junio de 1933) es un escultor hispanoargentino.

## Biografía
Nació en el seno de una familia de orfebres, oficio en el que comenzó como aprendiz a la edad de 9 años. A los 18 años emigró a Argentina y se estableció, junto con sus padres y hermanos, en la ciudad de Berazategui, provincia de Buenos Aires.
En Argentina se formó como escultor en la Mutualidad de Estudiantes Egresados de Bellas Artes (M.E.E.B.A.), siendo su maestro Antonio Sassone. En 1957 concluyó sus estudios y montó su taller de escultor. En Argentina desarrolló su obra de juventud y madurez, siguiendo la estética del realismo artístico. Durante la dictadura militar argentina sufrió tortura en el Palacio de Justicia de la Nación (Argentina).
En 1988, tras la muerte de su madre, regresó a España e inició un nuevo período de su obra, compaginando la creación artística con la docencia en la Escuela Taller de Montilla.

## Obras más destacadas

### Etapa Argentina
En este período destacan: El busto a Patrick Pearse realizado para la Plaza Irlanda en el barrio de Caballito en Buenos Aires; el Monumento a los Héroes de las Malvinas en la ciudad de Berazategui; la escultura a Almafuerte en el Paseo de los Troncos de Mar del Plata.

### Etapa española
Período en el que destacan obras como: La escultura de San Juan de Ávila[http://www.monumentalnet.org/andalucia/cordoba/montilla/montilla/iglesia_de_la_encarnacion.php?vis=2 (enlace roto disponible en Internet Archive; véase el historial, la primera versión y la última).], para la fachada principal de la Iglesia de los Jesuitas; busto al Gran Capitán, para la Escuela de Cultura; Monumento a la Madre, para el Paseo de la Puerta de Aguilar; sendos bustos de San Francisco Solano y del Inca Garcilaso de la Vega para el Ayuntamiento; todos ellos en la ciudad de Montilla (Córdoba). La escultura a San Martín de Tours, para la fachada principal de la Iglesia Conventual de San Martín  en Lucena. Virgen con niño Jesús, para la Residencia de Ancianos en la calle de La Matallana en Puente Genil. Bustos a Blas Infante y Miguel Hernández; así como el Monumento a la Vendimiadora en Aguilar de la Frontera.